# 控制车

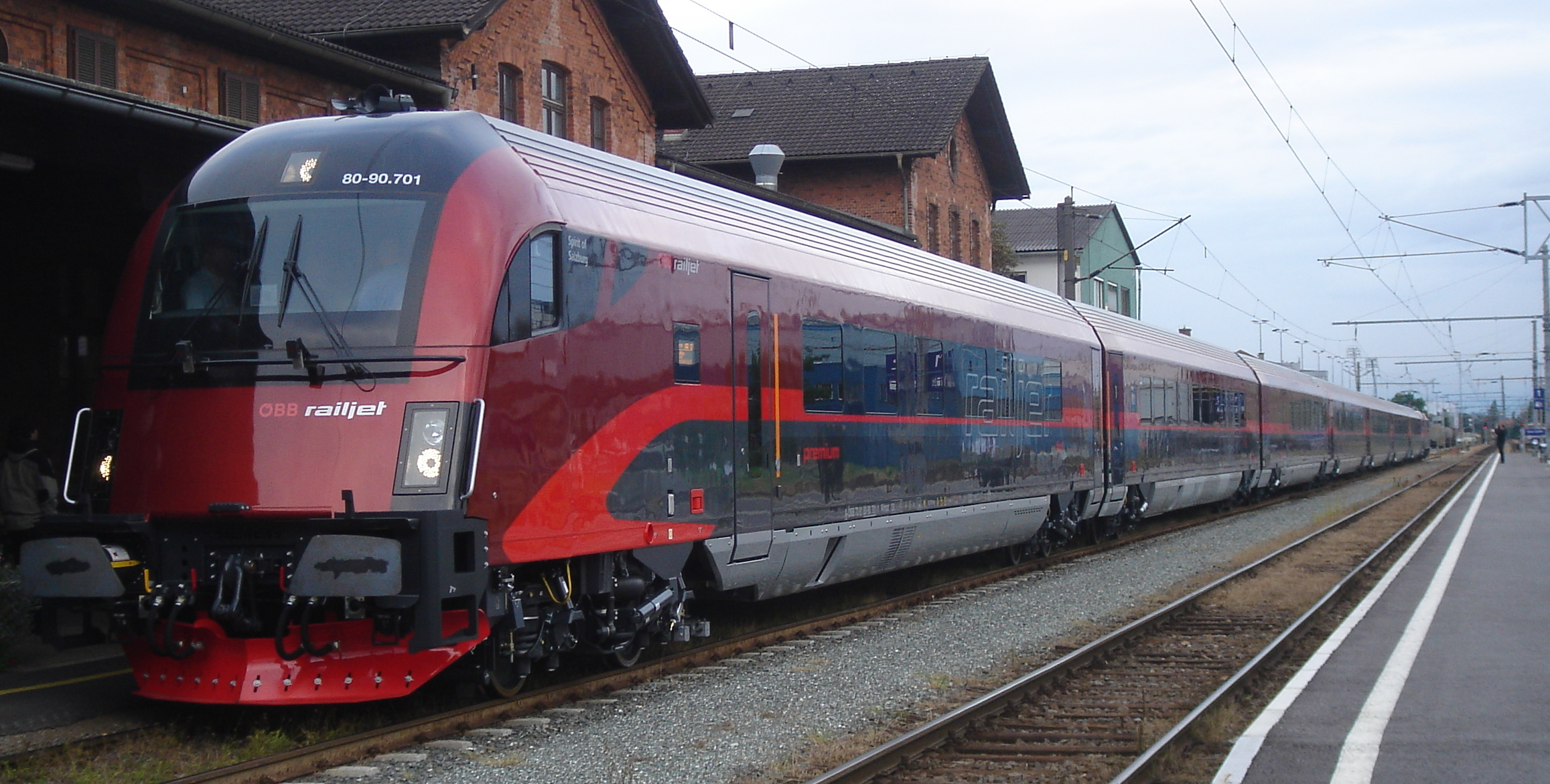
锐捷列车的控制车厢

控制车是一种带有驾驶室的無動力铁路车辆，可以对列车编组中并不处于前端的動力車輛进行控制。控制车厢均安装有自动列车保护装置所需的车载设备，其主要在动力集中式列车中使用，从而使牵引机车在港湾式月台中不再需要进行（从一端到另一端的）更換機車頭。控制车的运用简化了铁路运输工作，因为它没有到站調車的額外必要，并可节省因调车员而增加的人力成本。它仅需要火车司机交换驾驶室，控制车本身则可執行整体控制。
而在動力分散式列車中，也有可能存在附帶駕駛室而不帶動力的車廂，一般也會稱其為駕駛拖車。通常存在於電聯車編組中，有時還會裝有集電弓提供電力給動力車。